# Уилланс, Дон
Дональд Десброу «Дон» Уилланс (англ. Donald Desbrow Whillans; 18 мая 1933, Солфорд, Великобритания — 4 августа 1985, Оксфорд, Великобритания) — британский альпинист и разработчик спортивного снаряжения. Участник многих пионерских альпинистских экспедиций в различных регионах мира, в том числе на Аннапурну по южной стене 1970 года — положившей начало эры экстремально сложных гималайских восхождений.
Рождённый в простой рабочей семье, представитель «нижних» слоёв английского общества, Дон Уилланс, по мнению его современников, стал одним из величайших альпинистов Британии и символом своего времени.

## Биография
Дон Уилланс родился в Солфорде (Керсал) 18 мая 1933 года в семье помощника бакалейщика Тома Уилланса и его супруги Мэри Барроуз. В юные годы занимался гимнастикой, играл в регби. После окончания школы стал подмастерьем водопроводчика.

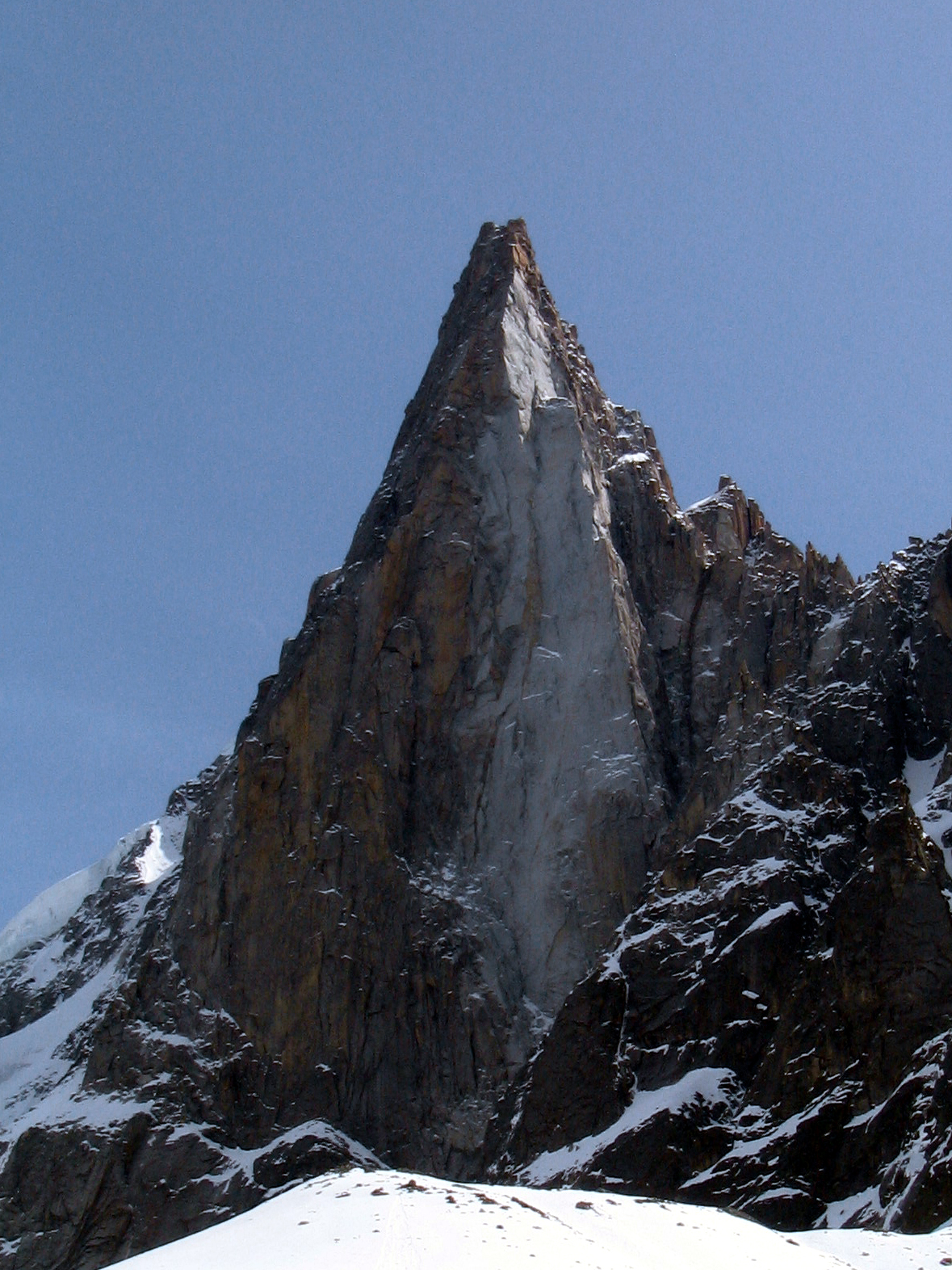
Пти-Дрю

Его увлечение скалолазанием началось ещё в школьном возрасте с воскресных прогулок по Пик-Дистрикт. Свой первый альпинистский маршрут, с его же слов, он прошёл в 16 лет (в апреле 1950 года) — The Atherton Brothers на Shining Clough. В юности же, на скалах парка он познакомился с таким же как он выходцем из простой рабочей семьи Джо Брауном, дальнейшая дружба с которым привела к появлению в 1951 году Манчестерского альпклуба Rock & Ice Club и «самой выдающейся в истории британского альпинизма» связки. Его восхождения, начиная с первых, имели свой почерк и соответствовали характеру Дона — были «дерзкими, бескомпромиссными и на грани». Начав с гравелитовых маршрутов, Уилланс позже перешёл на скальные стены в Северном Уэльсе, Озёрном крае и Шотландии, совершив первопрохождения целого ряда сложнейших скальных маршрутов, таких как Sloth и других, и которые в то время стали прорывом в британском послевоенном техническом альпинизме.
Вместе в Брауном Дон Уилланс сделал первое британское (третье по счёту) восхождение по западной стене пика Пти-Дрю, а в 1954 году первое восхождение по западной стене на Эгий-де-Блетьер. Затем последовали многие выдающиеся восхождения в Доломитовых Альпах и массиве Монблана, такие как в 1958-м первое британское восхождение по ребру Бонатти на Пти-Дрю (вместе с Крисом Бонингтоном, Полом Россом и Хэмишем Макиннессом) и на Чима-Су-Альто (итал. Cima Su Alto), кульминацией которых стало первое прохождение в 1961 году Центрального ребра Френеи (англ. Central Pillar of Freney) вместе с Крисом Бонингтоном, Йеном Клафом и польским альпинистом Яном Длугошем на Монблан (одной из последних к тому времени нерешённых проблем технического альпинизма в Альпах).
В начале 1960-х годов вместе с Бонингтоном Уилланс предпринял пять попыток восхождения по Северной стене Эйгера, но все они оказались неудачными — четыре раза они отступали из-за погоды, а на пятый раз (в 1962-м) спасали британского альпиниста Брайана Нэлли, чей партнёр по восхождению Барри Брюстер погиб в результате камнепада. Кого-то постоянно спасать стало для Уилланса своего рода дополнением к восхождениям. В 1958-м на маршруте Бонатти в течение двух дней он тащил на себе Маккинеса, которому упавший камень проломил череп. Как сказал позже Бонингтон: «Благодаря силе и лидерским качествам Дона мы смогли подняться и спуститься вниз... Там, на Дрю я открыл для себя, что Дон был гораздо большим, чем просто превосходным альпинистом… Если дело не ладится, трудно представить себе лучшего партнёра. Он был невероятно надёжным, никогда не дёргался и сохранял чувство юмора, что позволяло держать ситуацию под контролем». В 1971 году на Эвересте он спасал индийского восходителя Харша Багуна (англ. Harsh Baguna), а в 1974-м в Патагонии Мика Коффи (англ. Mick Coffey).

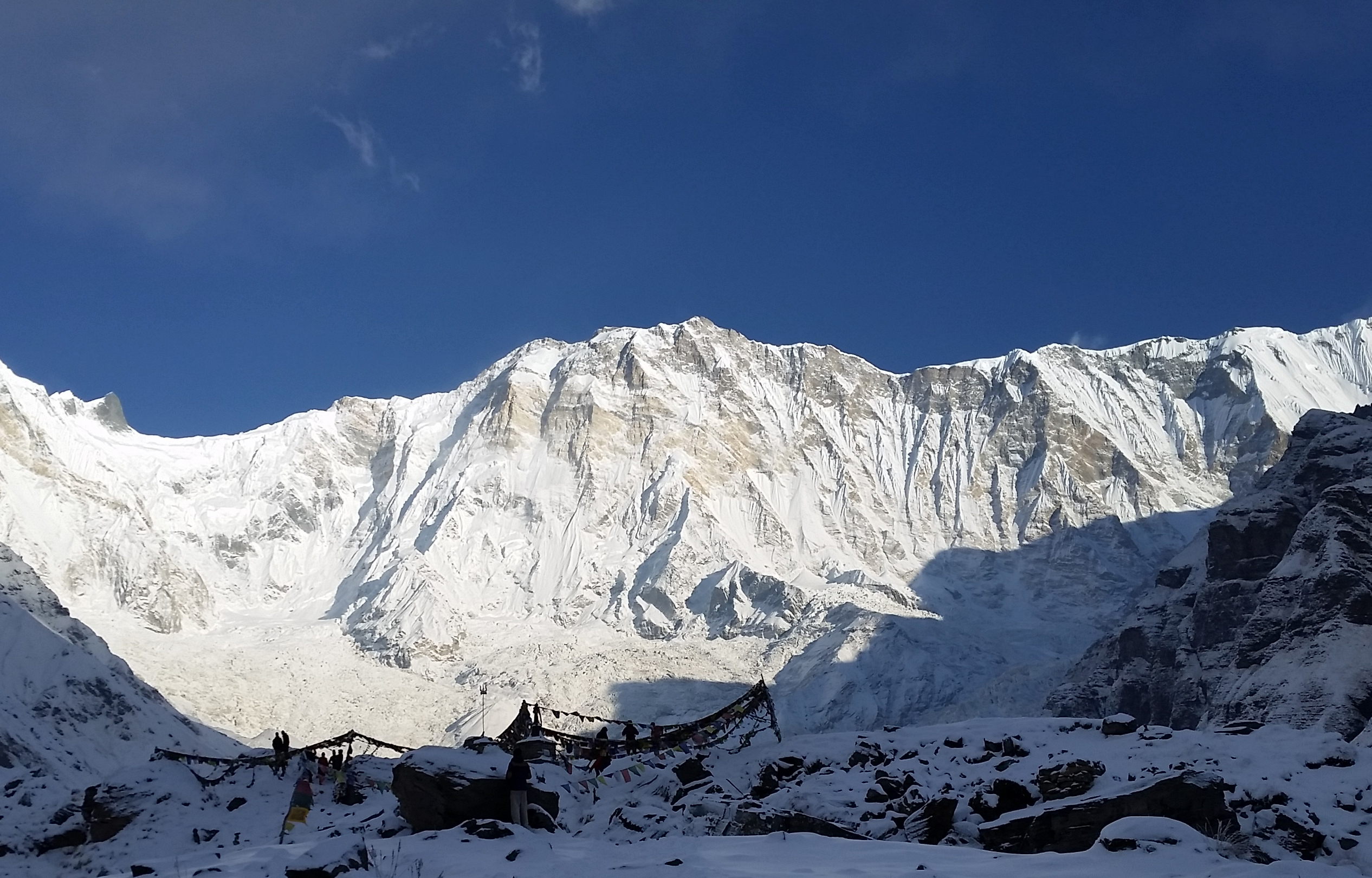
Южная стена Аннапурны

В 1957 году Уилланс впервые побывал в Гималаях как участник Манчестерской гималайской экспедиции на Машербрум под руководством Джозефа Уолмсли (англ. Joseph Walmsley). Несмотря на то, что она закончилась неудачно (удалось достичь высоты 25 300 футов (~7600 м), Уилланс приобрёл в ней богатый высотный опыт. В 1960-м он вошёл в состав первой экспедиции на Тривор (руководитель Уилфрид Нойс), которая закончилась успешным восхождением, однако сам Уилланс из-за болезни не смог принять участие в финальном штурме: «Дон Уилланс сделал более чем кто-либо другой, чтобы достичь вершины Тривора. И тем печальнее, что вершина отвернулась от него». 16 января 1963 года ему вместе с Бонингтоном покорилась Центральная Башня массива Кордильера-Пайне (англ. Central Tower of Paine) в Патагонии, а осенью 1964-го Уилланс возглавил собственную гималайскую экспедицию на Гауришанкару (в её состав входили Деннис Грей, Терри Барнелл, Йэн Хоуэлл, Дес Хэдлум и Йэн Клаф), но, несмотря на все усилия альпинистов, из-за погоды и высокой лавинной опасности вершину взять не удалось.
Кульминацией карьеры Уилланса в альпинизме стало восхождение 27 мая 1970 года вместе с Дугалом Хэстоном по южной стене на Аннапурну, в экспедицию на которую он был приглашён Крисом Бонингтоном несмотря на то, что к этому времени имел репутацию пьяницы (но при этом оставался самым опытным британским гималайцем, к тому же этим приглашением Бонингтон компенсировал Уиллансу обиду за восхождение на Эйгер вместе Клафом (в 1962-м) после их совместных неудачных попыток). Это восхождение стало прорывом в альпинизме, положив начало восхождениям на гималайские гиганты по новым сверхсложным маршрутам: «Наше восхождение на Аннапурну было прорывом в новое измерение… — это начало новой эры…».
После экспедиции на Аннапурну Дон принял участие в двух экспедициях на Эверест по юго-западной стене (1971 — международной экспедиции под руководством Нормана Диренфурта и экспедиции доктора Карла Херлигкоффера (1972) ), на Тирич-Мир (1975), Шивлинг (1981), Броуд-Пик (1983) и ряде других.
Тем не менее, с середины 1970-х годов его спортивная карьера пошла на спад. Он много пил и курил, довольствуясь созданным собой образом. Бонингтон вспоминал, как в начале 1980-х годов, перед съёмкой постановочного восхождения с Уиллансом для телевизионного документального фильма, Дон накануне выпил бутылку виски, и на следующий день Крис буквально тащил его по маршруту, который тот прошёл бы с лёгкостью. «… было очень грустно видеть человека таких способностей в его состоянии».
Дон Уилланс умер у себя дома 4 августа 1985 года во сне от сердечного приступа. Ему было 52 года.

## Личная жизнь и память
Он был одним из величайших альпинистов Британии и её символом.
Дон Уилланс был женат на Одри Уиттолл (в девичестве) (англ. Audrey Whittall). Супруга сопровождала его во многих путешествиях по всему миру — на Агуха-Пойнсенот в Патагонии, на Торре-Эггер, на Уандой в Андах, по джунглям на Рорайму, а также в экспедициях в Гималаи.
Уилланс был феноменально популярным лектором, во многом этому способствовал образ мачо из рабочего класса — его простота, любовь к выпивке и природное остроумие. По мнению биографа Уилланса Джима Перрина, а также современников Дона, он стал, возможно, самой культовой фигурой британского альпинизма XX века, «который умел выразить больше житейской мудрости в одном остроумном предложении, чем многим из нас постичь её за всю жизнь».
Несмотря на свои достижения, Дон Уилланс не был удостоен каких-либо государственных наград или почестей. Его имя носит приют — хижина Дона Уилланса в урочище Рокс (англ. Don Whillans Hut) парка Пик-Дистрикт (Стаффордшир), где Уилланс сделал свои первые шаги в альпинизме (находится на попечении Британского совета по альпинизму). В 2005 году была издана его биография «Жизнь Дона Уилланса», написанная Джимом Перрином (англ. The Villain: The Life of Don Whillans), а в 2014 году вышел документальный фильм Лео Дикинсона «Дон Уилланс: миф и легенда» (англ. Don Whillans Myth & Legend).
Помимо славы, которую принесли Уиллансу восхождения, он также был известен как разработчик альпинистского снаряжения. В числе его ноу-хау нижняя страховочная беседка (разработанная специально для восхождения 1970 года на Аннапурну и ставшая «классикой», которая дошла до наших дней практически без изменений), штурмовой рюкзак (Karrimor Whillans Alpinist Rucksack), ледовый молоток (знаменитый Whammer, ставший предтечей айс-фифи), а также модель штормовой палатки — Whillan’s Box.